# Styrelsepoolen
StyrelsePoolen, nätverk av professionella styrelseledamöter i Sverige. För medlemskap krävs bl. a. minst halvtid som styrelseledamot i olika bolag och en gedigen ledarerfarenhet från näringsliv och/eller förvaltning. Till StyrelsePoolen har adjungerats personer som i sin dagliga gärning som rådgivare kommer i nära kontakt med styrelsearbete.
Nätverket är organiserad i tre regioner: Väst med säte i Göteborg, Syd med säte i Helsingborg och Öst med säte i Stockholm. Totalt omfattar poolen ett drygt 50-tal styrelseproffs.